# Прапор Скали-Подільської
Прапор Скали-Подільської — символ селища міського типу Скали-Подільської Борщівського району Тернопільської області. Затверджений рішенням селищної ради від 27 березня 2007 р.
Автор проекту — А. Гречило.

## Опис
Квадратне полотнище складається з двох горизонтальних смуг синього і білого кольорів, розділених стінозубчасто в співвідношенні 2:1. У центрі синьої смуги жовте усміхнене сонце з шістнадцятьма жовтими променями, прямими і полум'яподібними поперемінно.

## Зміст
Сонце є символом Поділля. Цим підкреслюється географічне розташування містечка та його історичне значення як міцного укріпленого пункту.